# Frank Wess
Frank Wess, (Kansas City, 1922. január 4. – Manhattan, 2013. október 30.) amerikai szaxofonos, fuvolás, hangszerelő, zeneszerző.

## Pályafutása
Frank Wess a klasszikus zenét tanult. Fuvola szakon diplomázott a Modern School Of Musicon. Oklahomában kezdte a profi zenészpályát. Áttért a dzsesszre, amikor Washingtonba költözött. Tizenkilencévesen Count Basie Orchestra-ba került. Karrierje a második világháború alatt megszakadt, bár akkoriban egy katonazenekarral játszott. Utána Billy Eckstine zenekarához csatlakozott.
1953-ban ismét csatlakozott Count Basie zenekarához, ahol furvolán és tenorszaxofonon játszott. Az 50-es évek végén tért vissza az altszaxofonhoz, és 1964-ben elhagyta Basie zenekarát.
1959 és 1964 között elnyerte a Down Beat kritikusok „legjobb fuvolista" szavazatait. Clark Terry big bandjének 1967-től a '70-es évekig volt tagja, és játszott a New York Quartetben is. A '80-as és '90-es években Kenny Barron, Rufus Reid, Buck Clayton, Benny Carter, Billy Taylor, Harry Edison, Mel Tormé, Ernestine Anderson, Louie Bellson, John Pizzarelli, Howard Alden, Dick Hyman, Byron Stripling, Jane Jarvis, Frank Vignola és a Toshiko Akiyoshi Jazz Orchestra oszlopos tagja volt.

## Albumok
- Flutes & Reeds (1955) with Ernie Wilkins
- North, South, East... Wess (1956)
- Opus in Swing (1956) with Kenny Burrell and Freddie Greene
- Jazz for Playboys (1957) with Joe Newman, Kenny Burrell and Freddie Greene
- Wheelin' & Dealin' (1957) with John Coltrane
- Opus de Blues (1959, 1984)
- The Frank Wess Quartet (1960)
- Southern Comfort (1962)
- Yo Ho! Poor You, Little Me (1963)
- Wess to Memphis (1970)
- Flute of the Loom (1973)
- Flute Juice 1981)
- Two at the Top (1983) with Johnny Coles
- Two for the Blues (1984) with Frank Foster
- Frankly Speaking (1985) with Frank Foster
- Entre Nous (1990)
- Going Wess (1993)
- Tryin' to Make My Blues Turn Green (1994)
- Surprise, Surprise (1995)
- Hank and Frank (2002) with Hank Jones
- Hank and Frank II (2009) with Hank Jones
- Magic 101 (2013)

## Filmek
- https://www.imdb.com/name/nm0921785/

## Díjak
- National Endowment for the Arts